# Ebotse Golf & Country Estate
De Ebotse Golf & Country Estate is een golfclub in Benoni, Zuid-Afrika, dat opgericht werd in 2007. De golfbaan werd ontworpen door Peter Matkovich en het is een 18 holesbaan met een par van 72.
In 2008 werd op deze golfbaan met de BMG Classic voor het eerst een groot golftoernooi gehouden.

## Golftoernooien
- BMG Classic: 2008